# Шилович, Олизар
Олизар Шилович (ум. 1486) — волынский боярин, чиновник и военный деятель Великого княжества Литовского.

## Биография
Представитель боярского рода герба «Кердея», сын Гаврила Шила Кердеевича. В 1436—1438 годах — член рады великого князя литовского Свидригайло.
В конце 1453 года Олизар Шилович вместе со старостой луцким Немырей Рязановичем возглавил заговор волынских бояр, выступивших против ВКЛ. Вскоре он стал преданным сторонником великого князя литовского. В 1461 году Олизар Шилович был назначен старостой владимирским, около 1463 года — маршалком Волынской земли — самым важнейшим чинов на Волыни по предоставлению великого князя литовского. С 1480 года — староста луцкий.
Один из крупнейших волынских бояр времен Свидригайло. Ему принадлежали имения Любче, Горохов, Губин, Марковичи, Доросини, Проворск, Здолбица, Глинск и Хоцень в Луцком повете. В 1450 году Олизар Шилович получил от великого князя литовского Казимира IV Ягеллончика привилей, в котором были подтверждены его права на родовые имения и полученные им от великого князя Свидригайло. Это произошло из-за стремления великого князя литовского добиться поддержки его политики со стороны влиятельных волынских бояр.
Был женат на Федоре, дочери воеводы киевского Юрши и вдове князя Степанского. Их брак был бездетным. В 1487 году его вдова записала имения Здолбица и Глинск великому князю Литовскому Казимиру Ягеллончику, а Любче с селами завещала своему родственнику, князю Роману Васильевичу Любецкому.